# 서기순
서기순(徐紀淳, 1883년 3월 19일 ~ 1930년 8월 11일)은 대한제국과 일제강점기의 경찰 겸 관료로, 본관은 대구이며 본적은 한성부 서서(西署) 적선방(積善坊) 사온동계(司醞洞契) 사온동(司醞洞)이다.

## 생애
1895년 8월 8일 한성공립학교(漢城公立學校)에 입학했으며 1898년 7월 10일 학교를 졸업했다. 1899년 9월 20일 순검(巡檢)으로 임명되었고 1905년 10월 30일 경무청 총순(摠巡)으로 임명되었다. 1906년 7월 24일 6품, 1906년 12월 1일 판임관 6급에 각각 서위되었으며 1907년 4월 22일 경찰관제 개편에 따라 경시청 총순으로 임명되었다.
1908년 1월부터 1909년까지 경시청 남부경찰서 동현분서 경부로 근무했으며 한일 병합 조약 체결 이후인 1910년 10월 1일 경무총감부 남부경찰서 동현분서 경부로 임명되었다. 1912년 8월 1일 일본 정부로부터 한국병합기념장을 받았고 1913년부터 1914년까지 평안북도 삭주경찰서, 1915년부터 1916년까지 충청북도 청주경찰서, 1917년부터 1918년까지 충청북도 음성경찰서 경부를 역임했다.
1915년 11월 10일 일본 정부로부터 다이쇼대례기념장을 받았으며 1918년 4월 6일 함경남도 경무부 경시로 임명되면서 고등관 8등에 서위되었다. 1921년 7월부터 1929년 11월까지 함경남도 경찰부 보안과 경시를 역임했고 1925년 7월 간이국세조사위원으로 위촉되었다. 1925년 일본 정부로부터 훈6등 서보장, 1928년 11월 16일 쇼와대례기념장을 받았으며 1929년 11월 28일부터 1930년 8월 11일 사망할 때까지 충청남도 참여관을 역임했다.
1929년 11월 28일 문관보통징계위원과 보통시험위원으로 임명되었으며 1930년 1월 20일 일본 정부로부터 훈5등 서보장을 받았다. 1930년 5월 1일 임시국세조사부 참여(參與)로 임명되었다. 친일파 708인 명단의 도 참여관 부문과 경시 부문, 민족문제연구소의 친일인명사전 수록자 명단의 관료 부문과 경찰 부문에 포함되었다.

## 참고자료
- 민족문제연구소 (2009). 〈서기순〉. 《친일인명사전 2 (ㅂ ~ ㅇ)》. 서울. 246쪽.